# Goioerê
Goioerê este un oraș în Paraná (PR), Brazilia.